# Marmesina
La marmesina  è una sostanza organica naturale precursore di varie furanocumarine lineari.